# مسئولیت اخلاقی
در فلسفه، مسئولیت اخلاقی عبارت است از وضعیتی که مستحق ستایش، سرزنش، پاداش یا مجازات برای یک فعل یا ترک فعل مطابق با الزامات اخلاقی است. تصمیم‌گیری در مورد آنچه (در صورت وجود) به عنوان «اخلاقی واجب» به حساب می‌آید یکی از دغدغه‌های اصلی اخلاق در فلسفه است.
فیلسوفان به افرادی که مسئولیت اخلاقی در قبال یک عمل را بر عهده دارند، به عنوان عاملان اخلاقی یاد می‌کنند. عاملان اخلاقی این توانایی را دارند که در مورد موقعیت خود تأمل کنند، در مورد نحوه عمل خود نیت ایجاد کنند و سپس آن عمل را انجام دهند. مفهوم اختیار به موضوع مهمی در بحث در مورد اینکه آیا افراد همیشه از نظر اخلاقی مسئول اعمال خود هستند و اگر چنین است، به چه معنایی «مسئول» هستند تبدیل شده‌است. ناسازگارگرایان، جبرگرایی را در تضاد با اراده آزاد می‌دانند، در حالی که سازگارگرایان فکر می‌کنند این دو می‌توانند در کنار هم وجود داشته باشند.
مسئولیت اخلاقی لزوماً مساوی با مسئولیت قانونی نیست. زمانی که یک سامانه حقوقی مسئول مجازات آن شخص به خاطر رویدادی باشد، شخص از نظر قانونی مسئول یک رویداد است. اگر چه اغلب ممکن است این مورد اتفاق بیفتد که وقتی شخصی از نظر اخلاقی مسئول عملی است، از نظر قانونی نیز مسئول آن عمل باشد، اما این دو حالت همیشه برهم منطبق نیستند.

## موضع فلسفی

مواضع فلسفی مختلفی وجود دارد که بر سر جبر و اختیار اختلاف نظر دارند.

بسته به اینکه یک فیلسوف از اراده آزاد چگونه تصور می‌کند، دیدگاه‌های متفاوتی در مورد مسئولیت اخلاقی خواهد داشت.